# ريتشارد جاكوبسون
ريتشارد جاكوبسون هو رسام وكاتب ورسام توضيحي كندي، ولد في 7 يناير 1959.